# Jabal Umm al Dami

Jabal Umm ad Dami (arabsko جبل أم الدامي, DMG Ǧabal Umm ad-Dāmī) je gora v zgodovinskem Wadi Rum in je najvišja gora v Jordaniji. Njena višina je 1854 metrov . Je na 29°18′30″N 35°25′45″E / 29.30833°N 35.42917°E, v vzhodnem jordanskem visokogorju blizu meje s Saudovo Arabijo v guvernoratu Akaba.
Dolgo časa je za najvišjo vzpetino države z višino 1754 metrov veljal Jabal Ram, vendar je Jabal Umm ad-Dami višji za 100 metrov.